# Lijst van Stolpersteine in Weststellingwerf

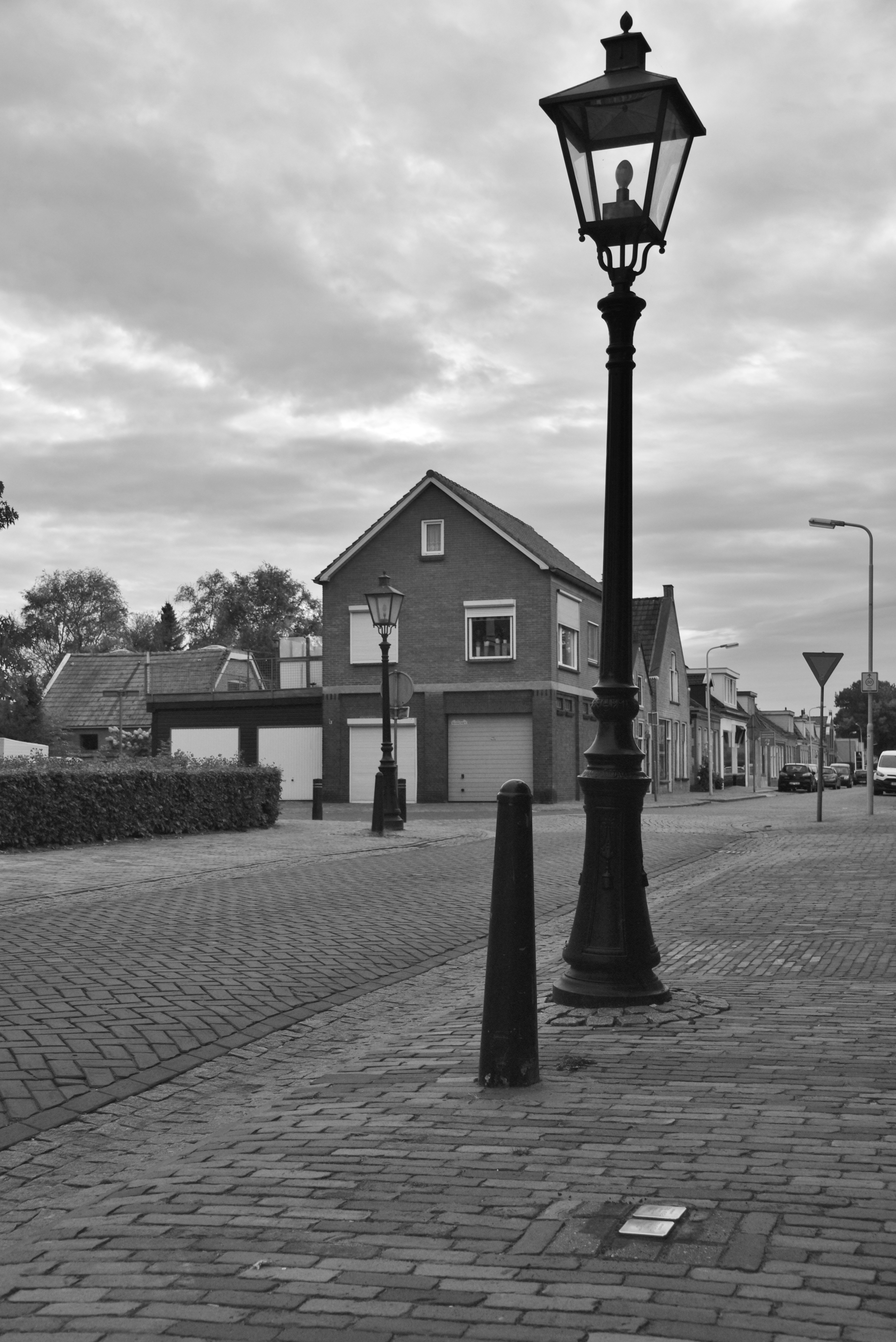
Stolpersteine voor Hendrica en Levi Mendels

De lijst van Stolpersteine in Weststellingwerf geeft een overzicht van de gedenkstenen die in de gemeente Weststellingwerf in de Nederlandse provincie Friesland zijn geplaatst in het kader van het Stolpersteine-project van de Duitse beeldhouwer-kunstenaar Gunter Demnig.
Stolpersteine zijn opgedragen aan slachtoffers van het nationaalsocialisme, al diegenen die zijn vervolgd, gedeporteerd, vermoord, gedwongen te emigreren of tot zelfmoord gedreven door het nazi-regime. Demnig legt voor elk slachtoffer een aparte steen, meestal voor de laatste zelfgekozen woning.
Omdat het Stolpersteine-project doorloopt, kan deze lijst onvolledig zijn.

## Stolpersteine
In Wolvega liggen vijf Stolpersteine op twee adressen.

### Wolvega
| Stolperstein | Inscriptie                                                                                                | Adres                        | Biografie                          |
| ------------ | --- | ---------------------------- | ---------------------------------- |
|              | HIER WOONDE ABRAHAM DELMONTE GEB. 1908 TOT ZELFMOORD GEDREVEN 15.5.1940 AMSTERDAM                         | Wolvega, Van Helomalaan 10   | Abraham Delmonte (1908-1940)       |
|              | HIER WOONDE EMANUEL MENDELS GEB. 1878 GEDEPORTEERD 1942 UIT WESTERBORK VERMOORD 1.1.1944 AUSCHWITZ        | Wolvega, Van Helomalaan 10   | Emanuel Mendels (1878-1944)        |
|              | HIER WOONDE HENDRICA MENDELS GEB.1882 VERMOORD 2.4.1943 SOBIBOR                                           | Wolvega, Hoofdstraat West 38 | Hendrica Mendels (1882-1943)       |
|              | HIER WOONDE LEVI MENDELS GEB. 1885 VERMOORD 2.4.1943 SOBIBOR                                              | Wolvega, Hoofdstraat West 38 | Levi Mendels (1885-1943)           |
|              | HIER WOONDE ELSJE MENDELS- DAVIDSON GEB. 1884 GEDEPORTEERD 1943 UIT WESTERBORK VERMOORD 20.3.1943 SOBIBOR | Wolvega, Van Helomalaan 10   | Elsje Mendels-Davidson (1884-1943) |

## Data van plaatsingen
- 7 oktober 2014: Wolvega, vijf Stolpersteine op Hoofdstraat West 38, Van Helomalaan 10